# Dharma-Übertragung
Dharma-Übertragung (chinesisch 傳衣, Pinyin chuányī, W.-G. ch'uan-i – „Weitergabe des Gewandes“; koreanisch 전의, jeonui; japanisch 傳衣, denne) ist ein Begriff des Chan bzw. Zen, der den Vorgang der Nachfolgeermächtigung eines Zen-Meisters gegenüber einem Schüler bezeichnet.

## Erläuterung
Nach dem Selbstverständnis des Zen-Buddhismus ist die wahre Erkenntnis nicht lehrbar im üblichen Sinne, sie kann nur jenseits von Worten und traditionellen Lehren erfahren werden, da der Wesenskern des Zen nicht intellektuell zu begreifen ist. Die Rolle eines Lehrers besteht darin, dem Schüler Vorbild und Ansporn zu sein, er kann ihm Techniken und Wege zur Erleuchtung zeigen, letztlich kann der Schüler diese aber nur aus eigenem Bemühen erlangen.
Mit der Dharma-Übertragung erkennt ein Zen-Meister einen Schüler des Dharma als Nachfolger an. Er bestätigt ihm damit einen gewissen Reifegrad der eigenen Erfahrung und dass er fähig ist, selbständig den Dharma des Lehrers fortzuführen und sein Dharma-Nachfolger (jap. Hassu) zu sein. Hiermit verbunden ist die Erlaubnis (und Verpflichtung) des Schülers selbst zu lehren und später auch eigene Dharma-Nachfolger zu bestimmen.
Diese Bestätigung hat eine gewisse Ähnlichkeit zur Linienhalter-Ermächtigung in den Schulen des Vajrayana-Buddhismus.
Da der Dharma eigentlich nicht gelehrt werden kann und Erleuchtung nichts anderes ist als das gewöhnliche Bewusstsein, man also nichts dazu gewinnt, betonen Zen-Meister immer wieder, dass Dharma-Übertragung nur ein Notbehelf ist, der Meister also nichts weitergibt und der Schüler nichts empfängt.
Als Symbol der Bestätigung als Dharma-Nachfolger überreichten in der Zen-Tradition frühere Lehrer dem Nachfolger ihre Bettelschale und ihr Mönchsgewand. Im Falle von Huineng, dem Sechsten Patriarchen nach Bodhidharma geschah dies heimlich des Nachts. Hongren, der Fünfte Patriarch wollte Huineng hierdurch vor dem Neid der anderen Mönche seines Klosters schützen.
Die erste Dharma-Übertragung erfolgte nach dem Selbstverständnis des Zen und der Legende gemäß durch den historischen Buddha. Statt eine Rede zu halten, hielt er einmal nur eine Blume hoch und drehte sie zwischen den Fingern. Nur Mahakashyapa, einer der Schüler des Buddha lächelte. Später sagte der Buddha dann: „Der große Mahakashyapa hat meine Lehre verstanden“ (siehe hier). Nach dem ideellen Muster dieses Vorbildes erfolgt die Dharma-Übertragung bis heute.
Allerdings werden heutzutage Dharma-Übertragungen in den verschiedenen Richtungen des Zen, insbesondere den großen Traditionen Soto und Rinzai nach festgelegten, traditionellen Regeln zelebriert.

## Dharma-Lehrlinien
Jeder Zen-Lehrer sieht sich als Nachfolger einer langen Reihe von Meistern, von denen jeder die Dharma-Übertragung von seinem Lehrer erhielt und sie entsprechend an einen oder mehrere seiner Schüler weitergab. Man spricht von Traditionslinien, Lehrlinien, Dharma-Lehrlinien, Dharma-Übertragungslinien usw. Ihren Ursprung hat diese Tradition letztlich im Buddha Shakyamuni (s. o). Bis zu Huineng berufen sich alle Zen-Traditionen auf dieselben Patriarchen.
Bodhidharma war der 28. und letzte Patriarch der indischen Lehrlinie und zugleich der erste Patriarch des Zen in China. Nach der (historisch angezweifelten) Überlieferung des Zen erhielten nach Bodhidharma fünf chinesische Meister eine persönliche Dharma-Übertragung, Huineng war von ihnen folglich der sechste.
Huineng übertrug das Patriarchat nicht individuell. Stattdessen rief er kurz vor seinem Tode alle seine engen Mönchsschüler zusammen und verpflichtete sie, für die Verbreitung des Dharmas zu sorgen und eigene Nachfolger zu benennen: 

„Ihr alle, empfangt diese Lehre, und übermittelt sie später nach und nach weiter. Ihr müsst auf jeden Fall einen Nachfolger haben, an den ihr die Lehre übermitteln könnt. Und lasst, wie versprochen, die Essenz der Lehre nicht verloren gehen.“

Das Sutra des sechsten Patriarchen
Mit Huineng und seinen Schülern begann das goldene Zeitalter des Zen in China. Auf zwei seiner fähigsten Schüler, Nan-yüeh Huai-jang (jap. Nangaku Ejo) und Ch’ing-yüan Hsing-ssu (jap. Seigen Gyoshi) gehen alle großen Übertragungslinien des Zen in China zurück.
Gegenwärtig zählt die Tradition etwa 90 Patriarchen, ab Huineng unterscheiden sich die Lehrer, somit differieren Namen und Anzahl der Personen nach Huineng zwischen den zeitgenössischen Lehrlinien. Die Folge der Vorgänger einer Lehrlinie ist namentlich bekannt und wird bei Ritualen (meist in verkürzter Form) feierlich rezitiert.

## Sōtō
In der Sōtō-Linie ist die Dharma-Übertragung die Anerkennung der Bindungen zwischen Lehrer und Schüler. Sie war im Laufe der Geschichte der Sōtō-Schule Veränderungen unterworfen. Obwohl Dōgen die Bedeutung der Reinheit der Lehren betonte und Überlieferungslinien und Dharma-Übertragungen hoch schätzte, hat die Sōtō-Schule ihren Ursprung in verschiedenen Überlieferungslinien und Dharma-Übertragungen. Dōgen erhielt die Dharma-Übertragung von seinem chinesischen Lehrer (Japanisch: Tendō Nyojō) (1163–1228), bei dem er zwei Jahre studierte, aber im mittelalterlichen Sōtō galt er auch als Dharma-Erbe von Myōzen, einem Rinzai-Lehrer, bei dem er acht Jahre studierte. Die Dharma-Übertragung wird auch Shiho genannt.
Muhō Nölke, der in Deutschland geborene ehemalige Abt des Zen-Tempels Antai-ji und Zen-Meister, beschreibt sein Verständnis von Shihō:

„… die Anerkennung der Übertragung, die lange vor der eigentlichen Zeremonie stattgefunden hat. Sie hat in der Tat überhaupt nichts mit dem Papier, mit Philosophie oder mit mystischer Erfahrung zu tun. Die 24 Stunden des täglichen Lebens, die Lehrer und Schüler miteinander geteilt haben, sind der Inhalt der Übertragung und nichts anderes […] Wenn man im Antaiji nach, sagen wir, acht oder neun Jahren Shiho erhält, hat man 15.000 Stunden Zazen mit seinem Lehrer gesessen. Nicht nur das, du hast auch viele Tausend Mahlzeiten mit ihm geteilt, hast Tausende von Stunden gemeinsam auf den Feldern gearbeitet, Dung ausgebracht, Gras und Holz zusammen geschnitten, Seite an Seite, du hast im Sommer zusammen geschwitzt und im Winter zusammen gefroren. Du hast für ihn gekocht und die Badewanne für ihn gefüllt, du weißt, wie er die Temperatur seiner Suppe und des Badewassers mag. Wahrscheinlich haben Sie auch viele Getränke zusammen getrunken. Bei jeder dieser Aktivitäten wird das Dharma weitergegeben. Keine sollte ausgelassen werden.“

## Denkō-roku
Das Denkō-roku („Aufzeichnung des Mönches Keizan über die Weitergabe des Lichts“) enthält eine Sammlung von Ereignissen, welche die Dharma-Übertragung in der Übertragungslinie des 52. Patriarchen der Soto-Schule von Mahakashyapa bis Dōgen Zenji schildern. Das Denkō-roku wurde von dem japanischen Meister Keizan Jōkin, der nach Dōgen Zenji als der bedeutendste Zen-Meister der Soto-Schule gilt, aufgezeichnet und gilt als eine der bedeutendsten Schriften des Soto-Zen.